# Friedrich Eduard Beneke
Friedrich Eduard Beneke, född 17 februari 1798 i Berlin, död där 1 mars 1854, var en tysk filosof.
Beneke, som var en av erfarenhetspsykologins föregångsmän, blev privatdocent vid Berlins universitet, men fråntogs 1822, efter utgivandet av sin Grundlegung zur Physik der Sitten, rätten att föreläsa. Han verkade sedan några år i Göttingen och kallades först efter sin mäktige motståndare Friedrich Hegels död till extra ordinarie professor i Berlin. I medveten opposition mot efterkantsk tysk spekulation utgår Beneke från psykologin och därmed från den så kallade inre erfarenheten som den oss närmast givna kunskapskällan. Han utgick därvid dels från äldre tankemotiv av John Locke och från den skotske psykologen Thomas Brown, dels från nyare tänkare som Jakob Friedrich Fries, Friedrich Schleiermacher och Friedrich Heinrich Jacobi. Som psykolog var han i viss mening banbrytande med verk som Psychologische Skizzen (1825-1827) och Lehrbuch der Psychologie als Naturwissenschaft (1833, 4:e upplanga 1877). Andra viktiga verk av Beneke är Grundlinien der Sittenlehre (1837-40).